# 岩手競馬DGショータイム
『岩手競馬DGショータイム』（いわてけいば・ディージー・ショータイム）は、グリーンチャンネルで、岩手県競馬組合が主催・主管するダートグレード競走実施前日を基本として生放送する展望番組である。
これまでグリーンチャンネルでは通年番組として『iちゃんねる』『m's TV』と題して、岩手県競馬組合の監修のもと、週末の注目レース展望を毎週木曜日に生放送していたが、2023年から毎週放送を取りやめる代わりに、ダートグレード競走が実施される前日の夜（再放送は当日日中）に、盛岡競馬場、または水沢競馬場で行われるダートグレード競走について、純烈の酒井一圭をメインパーソナリティーに、専門紙・スポーツ紙記者、競馬評論家らの解説、参考レースVTRの上映、有力馬の調教解説やきゅう舎関係者へのインタビューなどを交えて、そのレースについて1時間にわたる展望を行うことになった。

## 放送される重賞競走
- マーキュリーカップ[1]
- クラスターカップ
- 不来方賞（2024年～）
- マイルチャンピオンシップ南部杯

## 出演
- 酒井一圭（純烈）
- 一瀬恵菜（2023年）
- 二瓶有加（2024年）

## ゲスト
- 2023年 マイルチャンピオンシップ南部杯
  - 都丸ちよ（声優）
  - 解説 
    - 古谷剛彦

  - 現地解説
    - 横山典弘
- 2024年　マーキュリーカップ
  - 大村朋宏（トータルテンボス）
  - 解説
    - 辻三蔵、横山典弘
- 2024年 マイルチャンピオンシップ南部杯
  - 勝浦正樹（元騎手）
  - 解説
    - 古谷剛彦

  - 現地解説
    - 松尾康司

  - VTR出演
    - ふじポン、阿部英俊、関本玲花、井内利彰（調教解説）